# HD 223084
HD 223084 — одиночная звезда в созвездии Водолея на расстоянии приблизительно 122 световых лет (около 37 парсеков) от Солнца. Видимая звёздная величина звезды — +7,24m.
Вокруг звезды обращается, как минимум, одна планета.

## Характеристики
HD 223084 — жёлто-белая звезда спектрального класса F9V. Масса — около 1,05 солнечной, радиус — около 1,13 солнечного, светимость — около 1,503 солнечной. Эффективная температура — около 6004 К.

## Планетная система
В 2002 году командой астрономов было объявлено об открытии планеты.